# ريزون (مجلة)
ريزون هي مجلة ليبرتارية أمريكية تصدر شهريا من خلال مؤسسة ريزون. يبلغ رواج المجلة حوالي 50000 كما تمت تسميتها واحدة من أفضل 50 مجلة في 2033 و2004 طبقا لقائمة شيكاغو تريبيون.

## التاريخ
تأسست ريزون في 1968 على يد لاني فريدلاندر (1947-2011) والذي كان طالبا في جامعة بوسطن والتي أسسها كمجلة شهرية إلى حد ما. في 1970 اشترى المجلة روبيرت بول جونيور ومانويل كلوزنر وتيبور ر ماشان الذين جعلوا المجلة تصدر بصورة دورية. مثل الإصدار الشهري لمجلة فري مايندس آند فري ماركيتس free mind and free markets، تغطي المجلة مواضيع مثل السياسة والثقافة وأفكار الأخبار المختلطة والتحليل والتعليقات والآراء.
أثناء السبعينات والثمانينات، كان محررو المجلة هم ميلتون فريدمان وموراي روثبورد وتوماس ساس وتوماس سويل. في 1978، أسس كل من بول وكولزنر وماشان مؤسسة ريزون التابعة لها، بهدف توسيع أفكار المجلة إلى البحث السياسي. انضم مارتي زوبان إلى ريزون في 1975 وخدم فيها طوال الثمانينات كمدير تحرير حتى تركها في 1989.
كانت فيرجينيا بوسترل رئيسة التحرير في المجلة من يوليو 1989 إلى يناير 2000، إذ أسست موقع المجلة في 1995. أصبح نيك غيليسبي رئيس التحرير في سنة 2000. أعاد إريك سبيكرمان (مؤسس واجهة ميتا) تصميم مجلة ريزون في 2001، إذ كان يهدف إلى تصميم أكثر أناقة، وأكثر حداثة، باستخدام واجهة ميتا.
في يونيو 2004، استقبل المشتركون في مجلة ريزون إصدارا خاصا إذ كان على الغلاف اسم المشترك وصورة بالأقمار الصناعية لمنزله أو مكان العمل الخاص به. كان الهدف من ذلك إظهار قوة قواعد البيانات العامة، بالإضافة إلى إمكانيات طباعة طابعة زيكون طبقا لرئيس التحرير نيك غيليسبي. اعتبر ديفيد كار من نيويورك تايمز ان هذه الحركة هي «قمة الإصدارات الخاصة»، كما اعتبرها «إظهار مذهل لعدد الطرق المتزايد التي يمكن من خلالها استغلال قواعد البيانات».